# Chorągiew kozacka Melchiora Wejhera
Chorągiew kozacka Melchiora Wejhera – chorągiew jazdy kozackiej I połowy XVII wieku, okresu wojen Rzeczypospolitej ze Szwedami i Moskwą.
Szefem tej chorągwi był wojewoda chełmiński Melchior Wejher herbu tegoż nazwiska. Żołnierze chorągwi wzięli udział w wojnie polsko-szwedzkiej 1626-1629.